# ドロテー・ゼレ

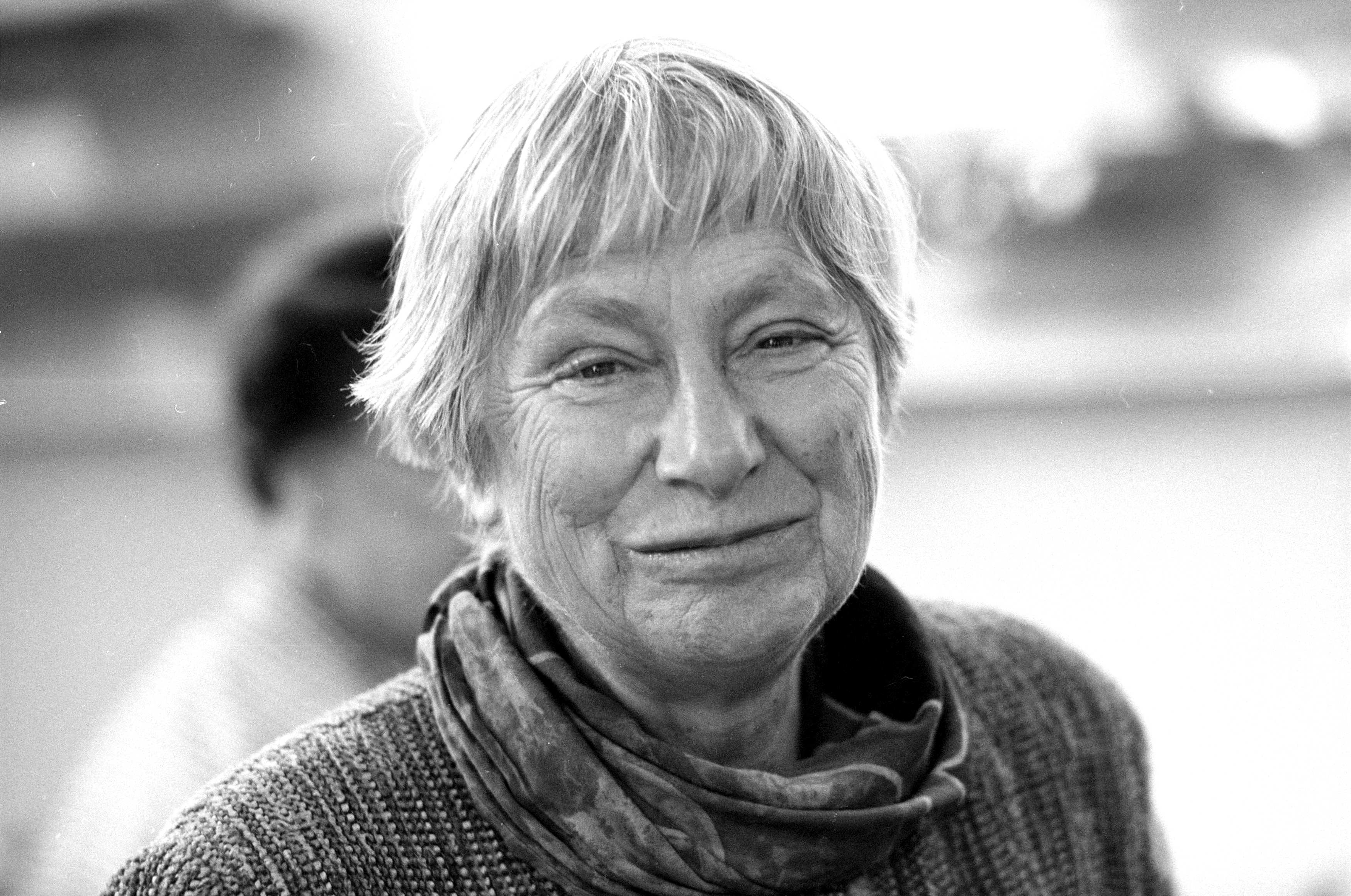
ドロテー・ゼレ (1998)

ドロテー・シュテフェンスキー・ゼレ（Dorothee Steffensky Sölle, 旧姓：ニッパーダイ／Nipperdey, 1929年9月30日 - 2003年4月27日）は、ドイツの福音主義神学者であり、平和主義者である。彼女は世界中に知られていたが、評価も分かれていた20世紀の神学者であった。

## 経歴

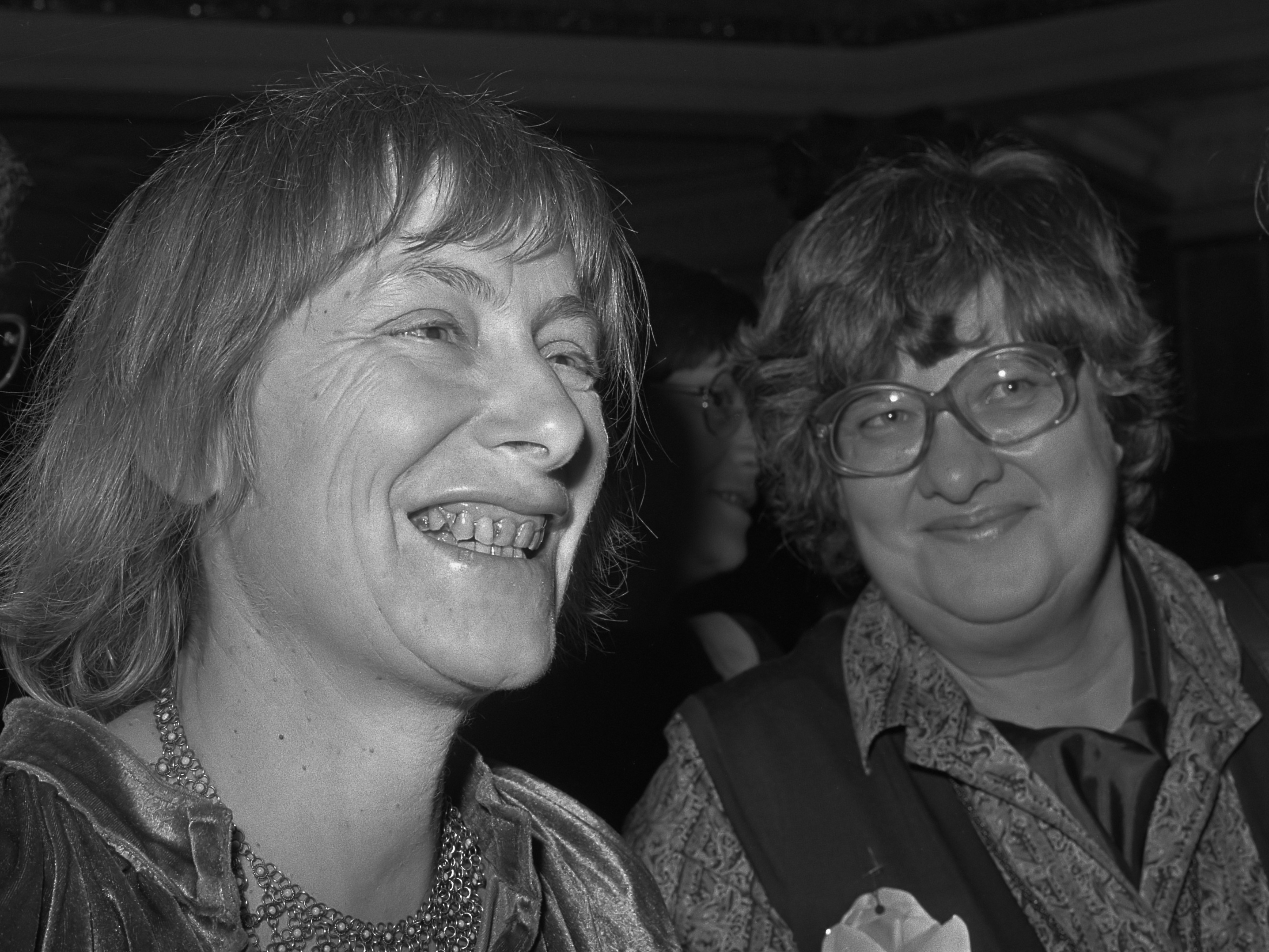
ドロテー・ゼレ(1981)

ケルンに生まれ、神学、哲学、文学をケルン大学、フライブルク大学とゲッティンゲン大学で学んだ。1971年、大学教授資格を得た。しかしながら、1994年ハンブルク大学名誉教授の称号を得た以外に、ドイツにおいては彼女に教授のポストは与えられることはなかった。
彼女は学校教師としてケルンで働いていた。1960年以降、彼女は文筆家、自由な立場の協同者としてラジオ局でも働いていた。さらに、ドイツ文学史に関する無給の大学講師としても働いていた。一方で、宗教的、政治的主題に関する多数の詩、さらに恋愛詩も発表した。彼女の詩作に関する作品は、1969年から2000年までに、7度出版されている。1982年、メーアスブルク市が主宰するドロステ賞を、その詩作によって受賞した。1975年から1987年まで、ニューヨークにあるユニオン神学校で組織神学の教授職に就いた。彼女の回想を綴った『逆風、想起(Gegenwind. Erinnerungen)』が1995年に出版された後、彼女の主著と見なされている『神秘主義と抵抗(Mystik und Widerstand)』が1997年に出版された。

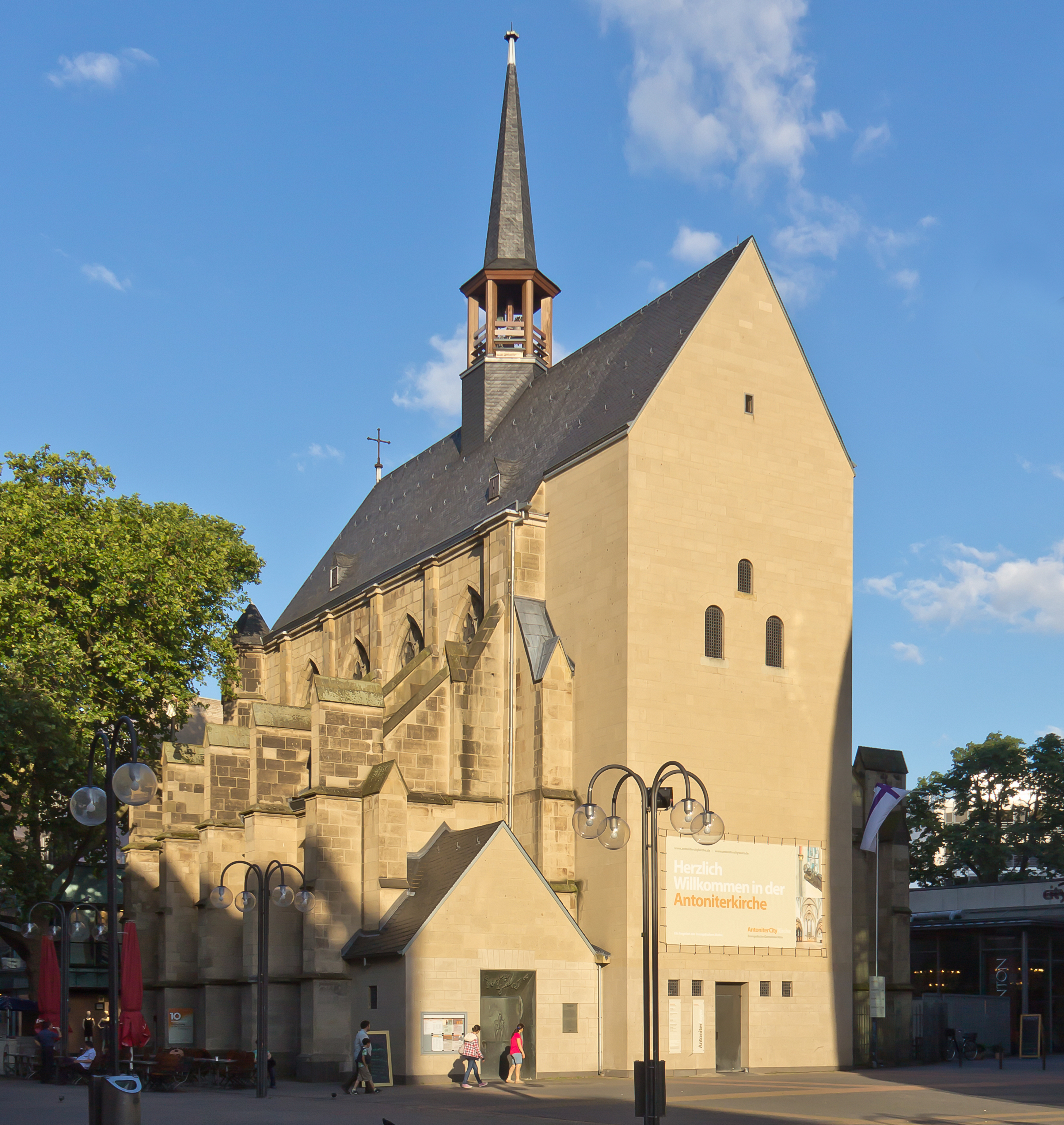
ケルン・アントニータ教会

彼女は平和運動と数多くの教会左派とエキュメニズム（教会一致運動）の組織に参加した。ケルンの代表的ルター派教会であるアントニータ教会で1968年から1972年まで開催された祈祷会「ケルンにおける政治的夜の祈り」の共同設立者でもあった。1968年に、ケルン・ジャーナリスト学校の設立者の一人となった。ムートランゲンにおけるNATO中距離核ミサイル基地に対する座り込み封鎖と、フィッシュバッハにおける毒ガス保管庫建設反対運動に向けられた強制執行を彼女は厳しく非難した。この法的措置は後に、最高裁判所の判断で部分的に棄却された。州教会に向けられていた彼女の挑発的な神学と、社会的正義を積極的に擁護する姿勢は、教会の外でも論争をよく引き起こした。再婚後はハンブルクで暮らした。
ゼレはヴュルテンベルク福音主義州教会の研修施設バート・ボル福音主義アカデミーにおいて心筋梗塞で倒れ、バーデン＝ヴュルテンベルク州ゲッピンゲンで2003年4月27日に死去。

## 家族
父親は労働法の専門家で、最初の連邦労働裁判所長官ハンス・カール・ニッパーダイ (1895−1968)、兄はルター派の歴史家トーマス・ニッパーダイ(1927−1992)である。画家で芸術の教師だったディートリヒ・ゼレと最初の結婚をするが、1男2女をもうけた後に離婚した。1969年、ベネディクト会修道士で、後にハンブルク大学宗教教育学教授に就任するフルベルト・シュテフェンスキーと再婚し、1女をもうけた。

## 学説
1983年世界教会協議会 バンクーバー大会での「アウシュビッツ以後に生きていることを明確に意識している」という発言に彼女の信条が明確に現れていた。
「私はあなた方に一人の女性として語ります。世界の中で一番富んでいる国から、私はここに来ています。凄惨な殺害をおこない、毒ガスを撒き散らした歴史を持つ国こそ私の生きている世界なのです。とりわけ、将来に可能性を持つ者たちを抹殺した国に私は生きているのです」とそこで語った。
彼女において子供たちは数多の砂として現れているのではなかった。文化の中心地に生きている西側諸国民に向けて、第3世界の状況をアウシュビッツの継続的存在であると鋭く表現していた。
全能の神という神学的教義は彼女にとって批判的熟考の対象になった。この世における神の働きは我々、つまり人間の手によるもの(神は我々人間の手以外に働く手段を持たない)というのがゼレの見解であった。ゼレは徹底的な現世主義と聖書の非神話化によって際立つ政治神学を主張したのである。「政治的結果を伴わない神学的熟考は偽善行為に等しい」と彼女は『逆風、想起』(1995年)で書いている。
さらにフェミニズムに刻印された神秘主義が大きな役割を果たしている。人格神概念の現れない神秘主義である。ゼレにおけるイデーの多くはラテンアメリカの解放の神学によって刻印されており、さらに哲学者 エルンスト・ブロッホの『希望の原理』と『キリスト教の中の無神論 脱出と御国との宗教のために』の影響も受けている。
彼女は信じていることの核心を信仰告白において言葉で表現していた。

## ゼレとルター派教会

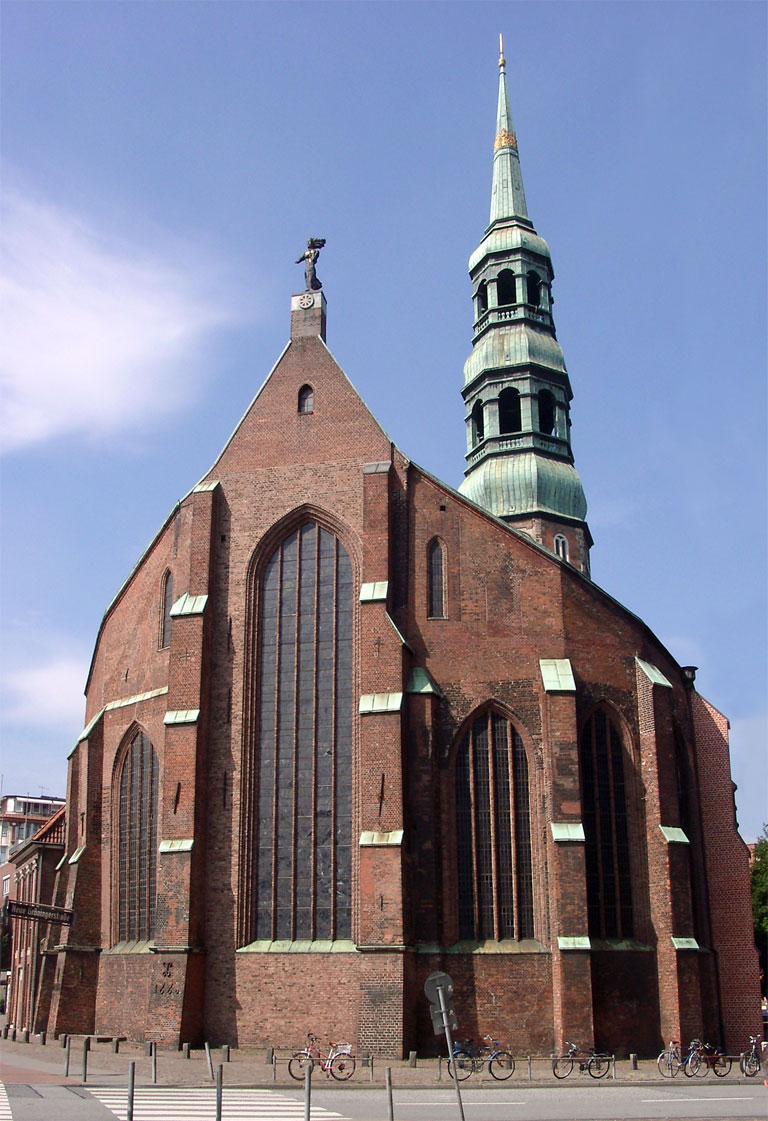
ハンブルク・聖カタリーナ
教会 (2004)

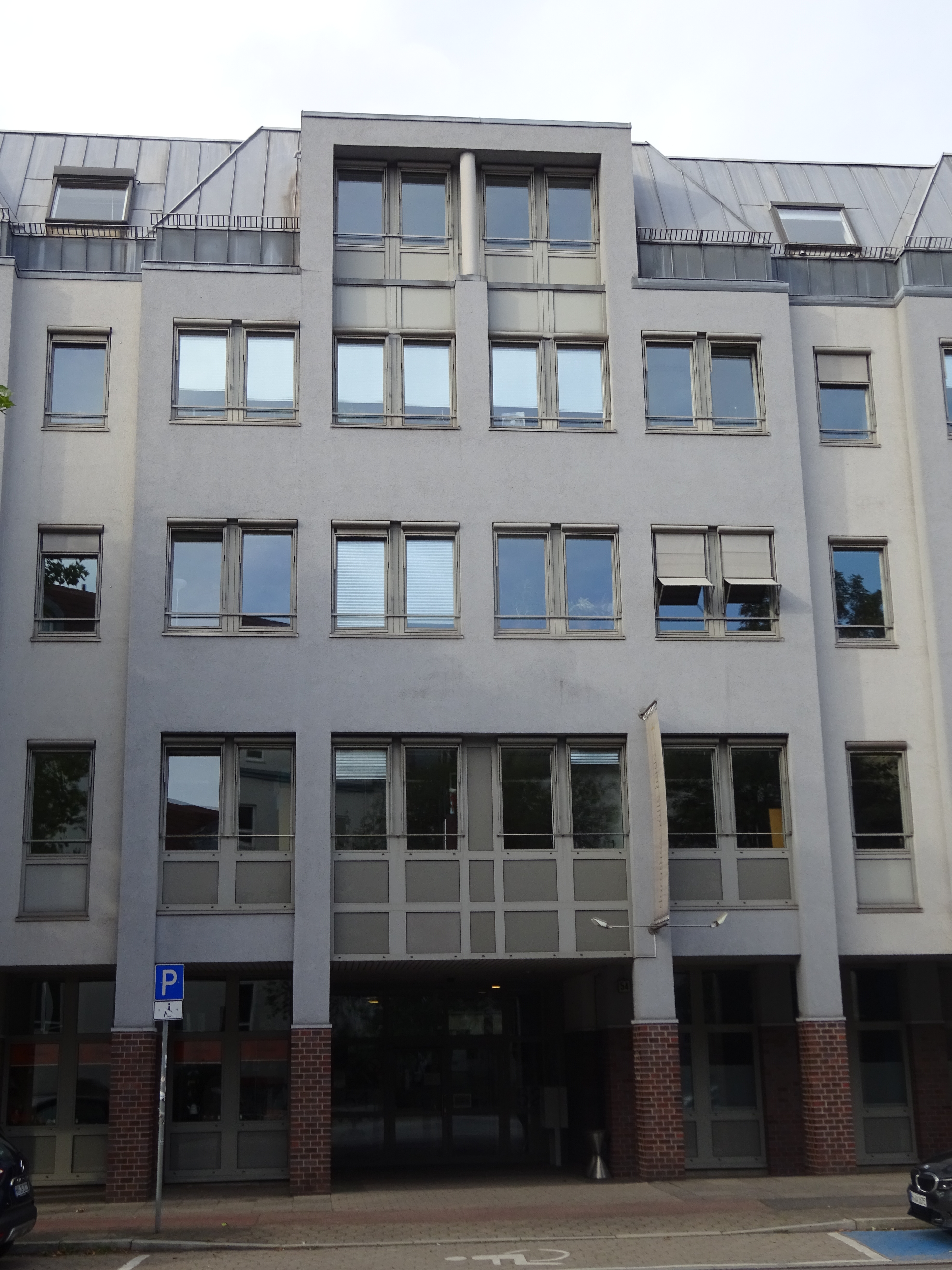
ハンブルク・アルトナにある
ドロテー・ゼレ・
ハウス

ゼレのラディカルな言動は、当初、ドイツ福音主義教会において反発を呼んだ。しかし、次第に彼女の神学と信仰への共感が拡がりだした。ドイツの大学神学部は彼女に神学教授のポストを与えることはなかったが、彼女の出す神学書は多くの読者を世界中で獲得した。しだいに北ドイツのルター派教会において、一人の信徒に過ぎなかった彼女の存在が大きくなっていった。彼女の逝去後の2003年5月5日に彼女の追悼礼拝がハンブルクの聖カタリーナ教会でおこなわれた。ゼレの友人の一人でリューベックのルター派教会監督バルベル・ヴァルテンベルク＝ポッターが告別説教を担当した。
「ドロテー・ゼレは預言者的であると同時に詩人的でもあり、新しい天と地という聖書の約束を研究生活の中心に置いていた人物でした。そこでは古い神理解による支配者というような言葉を使わずに、神と共に歩む新たな言葉を見つけ出すことを彼女は試みていました。そのゼレがドイツの諸大学に受け入られなかったことは第2次世界大戦後の教会史における最悪の愚行の一つでした」。
ゼレの影響力は死後も教会に拡がり続けている。2009年9月、ゼレの生誕80年を記念して、ノルトエルビエン福音ルター派教会の女性監督マリア・イェプセンはゼレを現代の預言者として評価した。同教会はハンブルクにある教会施設を、彼女の名前にちなみ「ドロテー・ゼレ・ハウス」と命名している。

## 著書
- Stellvertretung. Ein Kapitel Theologie nach dem 'Tode Gottes', Stuttgart 1965, erweiterte Neuauflage 1982
- Die Wahrheit ist konkret, Olten und Freiburg 1967
- Atheistisch an Gott glauben. Beiträge zur Theologie, Olten und Freiburg, 1968
- Phantasie und Gehorsam. Überlegungen zu einer künftigen christlichen Ethik, Stuttgart, 1968
- Meditationen & Gebrauchstexte. Gedichte, Berlin, 1969, ISBN 978-3-87352-016-5
- Politisches Nachtgebet in Köln 1, herausgegeben von Dorothee Sölle und F. Steffensky, Stuttgart, Berlin und Mainz, 1969
- Politisches Nachtgebet in Köln 2, herausgegeben von Dorothee Sölle und F. Steffensky, Stuttgart, Berlin und Mainz, ohne Jahresangabe
- Politische Theologie, Stuttgart, 1971, erweiterte Neuausgabe Stuttgart 1982
- Leiden, Stuttgart, 1973
- Die revolutionäre Geduld. Gedichte, Berlin, 1974, ISBN 978-3-87352-026-4
- Die Hinreise. Zur religiösen Erfahrung. Texte und Überlegungen, Stuttgart, 1975
- Sympathie. Theologisch-politische Traktate, Stuttgart, 1978
- Fliegen lernen. Gedichte, Berlin, 1979, ISBN 978-3-87352-501-6
- Wählt das Leben, Stuttgart, 1980
- Das Recht ein anderer zu werden. Theologische Texte, Stuttgart, 1981
- Spiel doch von Brot und Rosen. Gedichte, Berlin, 1981, ISBN 978-3-87352-502-3
- Aufrüstung tötet auch ohne Krieg, Stuttgart, 1982
- Verrückt nach Licht. Gedichte, Berlin, 1984, ISBN 978-3-87352-503-0
- Lieben und arbeiten. Eine Theologie der Schöpfung, Stuttgart, 1985
- Ein Volk ohne Vision geht zugrunde. Anmerkungen zur deutschen Gegenwart und zur nationalen Identität, Wuppertal, 1986
  - 『幻なき民は滅ぶ──ドイツ人であることの意味』三鼓秋子訳 新教出版社　1990年
- Das Fenster der Verwundbarkeit. Theologisch-politische Texte, Stuttgart, 1987
- Und ist noch nicht erschienen, was wir sein werden. Stationen feministischer Theologie, DTV, München, 1987, ISBN 3-423-10835-5
- Zivil und ungehorsam. Gedichte, Berlin, 1990, ISBN 978-3-87352-504-7
- Gott denken. Einführung in die Theologie, Stuttgart, 1990
  - 『神を考える──現代神学入門』　三鼓秋子訳 新教出版社　1996年
- Es muss doch mehr als alles geben. Nachdenken über Gott, Hamburg, 1992
- Mutanfälle, 1993
- Träume mich Gott. Geistliche Texte. Mit lästigen politischen Fragen, Wuppertal 1995
- Gegenwind. Erinnerungen, Hamburg, 1995
- Das Eis der Seele spalten. Theologie und Literatur in sprachloser Zeit, Mainz, 1996
- Mystik und Widerstand - »Du stilles Geschrei«, Hamburg, 1997, ISBN 3-455-08583-0
- Loben ohne Lügen. Gedichte, Berlin, 2000, ISBN 978-3-87352-505-4
- Maria. Eine Begegnung mit der Muttergottes, Freiburg u.a., 2005
- Das Lied der Erde singen - in einer Welt der Gewalt, Hörbuch, Musik von Grupo Sal, 2003
- Verrückt nach Licht, Hörbuch, Musik von Grupo Sal, Christophorus Verlag 1999